# Кнышев, Андрей Гарольдович
Андрей Гарольдович Кнышев (род. 5 ноября 1956, Москва) — советский и российский телеведущий, режиссёр и сценарист, писатель-сатирик, юморист. Один из создателей цикла передач «Весёлые ребята». Стал одним из первых членов жюри возрождённой Высшей лиги КВН.
Окончил факультет градостроительства МИСИ и Высшие режиссёрские курсы.

## Биография
Учился на градостроительном факультете МИСИ. Получал Ленинскую стипендию
По его словам, в институте он участвовал в КВНе и в 1978 году попал на телевикторину «Салют, фестиваль!», на которой выиграл путёвку в Гавану:

«Так случилось, что программу видела зампред Гостелерадио. Она и отметила победителей — вот, мол, кто должен у нас работать! За эту фразу ухватились в молодёжной редакции и предложили мне такой авантюрный ход. Год я ждал письма. Получил его в день распределения в вузе, объездил на такси множество мест, что-то согласовывал… К счастью, всё решилось в мою пользу».

## Телевидение

### Весёлые ребята
1982—1990. Телепрограмма «Весёлые ребята» (сорежиссёр, автор сценария).
Режиссёр — Виктор Крюков.

Участники программы:
- Сергей Шустицкий (актёр, музыкант, композитор)
- Леонид Сергеев (актёр, бард)
- Игорь Таращанский (актёр)
- Игорь Угольников (актёр)
- Алексей Лысенков (актёр)
- Владимир Маркин (актёр, певец)
- Михаил Лесин (актёр)
- Александр Резалин (актёр)

Кроме того, в программе в разное время принимали участие:
композитор Родион Щедрин, поэт Андрей Вознесенский, модельер Вячеслав Зайцев, Борис Гребенщиков и группа «Аквариум», Андрей Макаревич и группа «Машина времени», Константин Кинчев, группы «Центр», Жанна Агузарова и группа «Браво», группа «Метфонд» из МАРХИ.

### Другие телепроекты
- «200 удовольствий» (1999 год, телеканал ТВ-6).
- «Шоу-годно» (2002 год, Первый канал). Помимо Кнышева, в проекте приняли участие Аркадий Арканов, Евгений Воскресенский, Александр Градский, Алексей Кортнев и группа «Несчастный случай», Леонид Сергеев и Сергей Шустицкий.
- «Дуплькич, или рычание ягнят» (2010 год, Первый канал)[2]. Кроме Андрея Кнышева, в программе приняли участие Игорь Таращанский, Кирилл Немоляев, Александр Багдасаров и другие.

## Радио
В 2007 году совместно с Леонидом Сергеевым и Игорем Таращанским организовал интернет-радио «Чипльдук».

## Публикации
- «О великий и могучий новый русский язык!» (1998) В этой иронической публикации журналист высмеивает любителей заимствований, показывая, насколько нелепой становится наша речь, перенасыщенная ими[5].
- «Рейтинг 200 удовольствий» (1999)[6]
- «От великого до смешного — один фиг» «Новая газета» № 47, от 3 июля 2003[7]
- — С новым счастьем! — Со старым бы разобраться… «Комсомольская правда» (29 декабря 2003)[8]